# Константин Иречек
Константин Йозеф Иречек (на чешки: Konstantin Josef Jireček) е чешки историк и български политик. Той е автор на първия академичен труд по история на България, а през 1881 – 1882 г. е български министър на народното просвещение.

## Биография

### Произход и образование
Константин Иречек е роден през 1854 г. в чешко семейство във Виена. През 1872 г. издава своята първа научна работа – „Книгопис на новобългарската книжнина. 1806 – 1870“. През 1875 г. завършва история с докторат в Карловия университет в Прага, където специализира история на славяните.

### Професионална кариера
Дисертацията на Иречек, озаглавена „История на българите“ („Dějiny národa Bulharského“), е написана с подкрепата на много българи, между които и Марин Дринов. Тя е публикувана на чешки и немски през 1876 г. и на руски през 1878 г., като претърпява няколко български издания (1886, 1888, 1929). Този труд е първата цялостна българска научна история. Тя обхваща периода от древността до 1875 г., но Иречек продължава да работи по темата до смъртта си. В отделен том „История на българите“ (1939 г., посмъртно) са издадени неговите многобройни бележки, допълнения и нови материали.

### Политическа и творческа кариера
След дипломирането си Константин Иречек преподава известно време в Карловия университет. През 1879 г. заминава за София, където става главен секретар на новосъздаденото Министерство на народното просвещение. Той се сближава с военния министър Казимир Ернрот и става част от кръговете около княз Александър, недоволни от предвиденото в Търновската конституция демократично устройство на страната. През 1881 – 1882 г., по време на Режима на пълномощията, оглавява министерството в правителството на Казимир Ернрот и правителството без министър-председател. По-късно е председател на Учебния съвет при Министерството и директор на Народната библиотека „Кирил и Методий“ в София.
Големи са заслугите на Константин Иречек за организиране на учебното дело в България, за създаване на редица културни институти и опазването на българската старина. Той е сред инициаторите за възобновяването на дейността на Българското книжовно дружество в София, като от 1884 г. е негов редовен член. Извършва няколко обиколки из страната с научна цел.
Иречек е награден с първия златен медал „За наука и изкуство“ от княз Александър I през ноември 1883 г. Преди отпътуването си от София получава от Княза и ордена „Св. Александър“, III степен (август 1884).
През септември 1884 г. Константин Иречек се завръща в Прага, където става професор по всеобща история в Карловия университет. От 1893 г. до смъртта си е професор по история на славянските народи във Виенския университет. Вниманието му е насочено главно към историята на славянските народи и основно към историята на българския и сръбския народ.

### Смърт
Константин Иречек умира във Виена на 10 януари 1918 г.

## Памет
- Българските села Иречеково и Иречек, както и връх Иречек в Рила, са наречени на Константин Иречек.
- Неговото име носи и улица в квартал „Крива река“ в София (Карта).
- Той се появява като второстепенен герой в произведението на Алеко Константинов „Бай Ганьо“, където Бай Ганьо го посещава в Прага с надежда да намери при него подслон.
- Името на Константин Иречек носи морският нос „Иречек“ на остров Смит, Южни Шетлъндски острови, Антарктика.[8]